# Le Poiré-sur-Vie
Le Poiré-sur-Vie é uma comuna francesa na região administrativa da Pays de la Loire, no departamento de Vendéia. Estende-se por uma área de 71,9 km². Em 2010 a comuna tinha 8 748 habitantes (densidade: 121,7 hab./km²).